# 臺灣基督長老教會鳳山教會
臺灣基督長老教會鳳山教會位於臺灣高雄市鳳山區，是臺灣基督長老教會壽山中會所轄的教會之一。

## 沿革
清同治六年（1867年），馬雅各醫生派其助手吳文水和黃嘉智在埤頭（今高雄市鳳山）租一間小房做為佈道所，同年7月在北門附近購至一間房屋作為禮拜堂。
隔年（1868年），英國母會派駐臺灣的傳教士李庥牧師（Rer.H.Ritchie）由高雄市區到鳳山協助佈道傳福音工作。
同治七年（1868年）4月遭遇埤頭迫害事件，禮拜堂被拆毀；隔年（1869）一月重建禮拜堂獻堂，5月由李庥牧師舉行第一次聖禮典。
隨著聚會崇拜人數增加，舊禮拜堂空間不敷使用，於大正二年（1913年）購買現在禮拜堂所在地，大正三年（1914年）八月開工興建新禮拜堂，大正四年（1915年）二月二十六日舉行獻堂典禮。
大正十二年（1923年）2月18日在傳道陳思聰先生任內分設北野町教會（今鹽埕基督長老教會），昭和八年（1933年）九月開辦幼稚園。昭和九年（1934年）4月潘金聲牧師為本會首任牧師。
昭和十七年（1942年）發生「愛英美事件」，鳳山教會受到不小的衝擊。
終戰後，1957年一月洪萬成牧師任內分設高松教會，1967年4月26日舉行設教百週年感恩禮拜及培靈大會，1968年分設後庄教會（鳳屏教會），1978年分設仁美教會。
1991年11月公墓正式啟用，於兩年後（1993年）設教１２６週年紀念日正式命名墓園為迦南園，墓園禮拜堂為懷恩堂。2001年11月25日感恩節舉行新建禮拜堂獻堂感恩禮拜。

## 禮拜時間
以下時間以當地時間（臺灣時間）為準 
- 主日崇拜
  - 華語禮拜—— 07:30（AM）/ 二樓副堂
  - 臺語禮拜——10:00（AM）/ 四樓主堂

## 交通資訊

### 捷運
- 橘線鳳山站：1號或2號出口，走路約10分鐘。

### 高雄市公車
- 自來水公司(鳳山)：

搭乘橘8路、橘17路於本站下車，步行光復路轉中正路即可到達